# Фераферия
Фераферия (англ. Feraferia) — неоязыческая религия и община, возникшая в Южной Калифорнии и существующая в Соединенных Штатах и некоторых частях Европы. Члены этой общины поклоняются женскому Божеству в духе Древней Греции.
Основатель группы, Фредрик Макларен Чарльз Адамс II, пережил экстатическое религиозное обращение в 1956 году, когда он внутренне убедился в главенстве женского Божества. Среди многих других интеллектуалов, с которыми он переписывался и обменивался идеями, глубокое влияние на Адамса произвела встреча с Робертом Грейвсом и его книга «Белая Богиня». В 1957 году Адамс основал вдохновленное античностью Братство Гесперид, а в 1959 году он положил начало состоявшей из нескольких семей общине в Сьерра-Мадре, штат Калифорния.
Фераферия, ставшая следующим этапом Братства Гесперид, была зарегистрирована в 1967 году как некоммерческая корпорация в штате Калифорния и, как таковая, является одной из старейших неоязыческих организаций в Соединенных Штатах. Слово Фераферия представляет собой комбинацию из корня латинского слова fera, означающего «дикий», и feria, то есть, «фестиваль» или праздник. Эта религия основывается на почитании дикой природы, в центре которого — девственная Богиня Кора. В течение шести лет Адамс издавал ежемесячный информационный бюллетень Korythalia, воодушевляя и информируя последователей Фераферии.
В 1970-х годах Адамс вместе с Кэрроллом «Поуком» Раньоном из Ордена храма Астарты и Обероном Зеллом из Церкви всех миров сформировал Совет Фемиды — первую попытку объединить различные группы герметического, неоязыческого и ритуально-магического характера в Соединенных Штатах. Адамс и Фераферия были представлены в раннем неоязыческом журнале The 7th Ray « (7-й Луч)», издававшемся Раньоном, для которого Адамс готовил иллюстрации, а также писал статьи об отношении Фераферии к течению, которое впоследствии назовут «Движением Богини».
В 1989 году Джо Карсон, член Фераферии и удостоенная наград режиссёр, начала съемки документального фильма «Танцы с Геей», чтобы исследовать значение Фераферии через слова и образы. В фильме представлены интервью с Адамсом и другими видными неоязычниками, а также посещение священных мест по всему миру.
Адамс умер в августе 2008 года, а вскоре, в 2010 году умерла и его жена и соучредитель Фераферии, Леди Светлана Фераферийская (Светлана Бутырин). Адамс назначил Джо Карсон своим литературным душеприказчиком и поручил ей миссию распространения послания Фераферии среди других неоязыческих общин и во всем мире.
Карсон с тех пор опубликовала книгу Celebrate Wildness: Magic, Mirth and Love on the Feraferia Path, представляющую собой справочник по Фераферии и экспозицию богатого художественного наследия Адамса. Карсон неоднократно делала презентации по разным аспектам Фераферии на конференции Neopagan PantheaCon. Она управляет также физической библиотекой Фераферии, а также обширным веб-сайтом с более чем 150 статьями. В настоящее время Карсон работает над новой публикацией, The Green Pulse Oracle: A Tool for Eco-Psychic Insight, основанной на системе символов для предсказания будущего, первоначально разработанной Адамсом.